# Навсі
Навсі (пол. Nawsie, нім. Nawsy) — село в окрузі Фридек-Містек, Моравсько-Сілезький край, Чехія. Населення приблизно 3800 жителів.

## Історія
Перша писемна згадка про Навсі датується 1435 р. Ядро села було сформовано навколо так званого воленства (некріпацького маєтку), заснованого згідно з привілеєм князя Вацлава Тешинського 31 грудня 1435 р. Згідно з цим документом Павло Сікора отримав від князя півтора лану за вірні ниви служби. Як самостійне село Навсі діяло лише в другій половині XVI ст. Сама назва Навсі вперше зустрічається в урбарії Тешинської торгово-промислової палати 1577 р. Назва села означає, що Навсі являло собою передмістя Яблункова. Розвиток села безпосередньо пов’язаний з долею родини Сікорів, яка володіла вотчиною в селі до початку ХХ століття. Село переживало динамічний розвиток від самого початку – відбувалося інтенсивне розширення присадибних ділянок та орних земель у напрямку Мілікова та Боцановіце, вздовж річки до Харкова, а також проти потоків Роговець та Костков під Стожеком. Наприкінці XVIII століття на землі Сікорів збудували церкву та школу. У 1817 р. було закладено перший камінь під будівництво мурованої церкви, яка була збудована у 1820 р. Парафія була збудована в 1793 р. Історія освіти в Навсі починається в 1784 р. у дерев’яному будинку «На Фойстві» зі сотнею учнів. . Першим учителем був Анджей Калета. У 1869 р. школа стала народною, а в 1886 р. на маєтності Сікори була збудована мурована школа, яка і зараз служить польською, а в 1926 р. – чеська. Велике значення для села мало відкриття залізниці Кошице-Богумін. Таким чином село стало важливим комунікаційним центром. У 1911 році в Навсі була заснована громада адвентистів.
Після розпаду Австро-Угорщини наприкінці Першої світової війни були створені нові держави-наступниці, зокрема Чехословаччина та Польща, між якими точилася гостра суперечка за територію Тешина, на якій розташоване село Навсі. Після компромісної угоди між Земельним національним комітетом Сілезії та Rada Narodowa Księstwa Cieszyńskiego, Тешин був тимчасово розділений, а Навсі перейшов під управління польської сторони. 28 липня 1920 року за рішенням міжнародної конференції в Спа Навсі було остаточно приєднано до Чехословаччини. До 1920 р. Адам Сікора з н. 22 р., нащадок засновницького роду Сікорів. До 1923 року село перебувало у віданні волосної адміністративної комісії. З 1923 року старостою села був Єжи Сікора. У 1932 році його змінив Адам Мрозек.
1 вересня 1939 року почалася Друга світова війна, того ж дня Навсі було окуповано німецькою армією без бою, а в наступні дні було включено до складу Німецької імперії. Офіційною мовою стала німецька. Багато людей потрапили в концтабори, 25 сімей були примусово переселені, багато людей розстріляно. Нацисти намагалися жорстоким залякуванням змусити більшість чехів і поляків прийняти німецьке громадянство через так званий фолькслист. Чоловіки тоді підлягали призову в армію і повинні були записатися в німецьку армію. Тоді солдати з Тешина скористалися війною і перейшли на бік союзницьких військ. Поляки приєдналися до армії Андерса, чехи — до чехословацької іноземної армії. Останні німецькі війська залишили Навсі в ніч з 1 на 2 травня 1945 р. Відбудовою Навсі після війни керував місцевий національний комітет. Село розвивалося самостійно до 1960 року, коли воно об’єдналося з Яблунковом, з яким розділяло його долю до 1994 року, коли було відновлено самостійність.

## Населення
У 1910 році кількість будинків становила 264, населення — 2249, з них 2188 проживало в селі постійно. З них 2114 (96,6%) вважали себе польськомовними, 62 (2,8%) німецькомовними та 12 (0,5%) чеськомовними. Розподіл за віросповіданням був таким: 783 (34,8%) католиків, 1449 (64,4%) протестантів, 174 (0,8%) іншої церкви. За переписом 2011 року тут постійно проживало 3743 особи у 928 будинках, з них 1896 жінок. Загалом 2225 громадян визнали себе чехами, 714 — поляками, 76 — сілезами, 49 — словаками, 26 — моравцями і 1 — українцем. Тут проживало 827 римо-католиків, 588 сілезьких євангелістів і 427 вірян, які належали до іншої церкви чи релігійного товариства. 272 вірян не належали до жодної церкви чи релігійного товариства. 388 були без віри.